# Авария поезда «Невский экспресс» (2007)

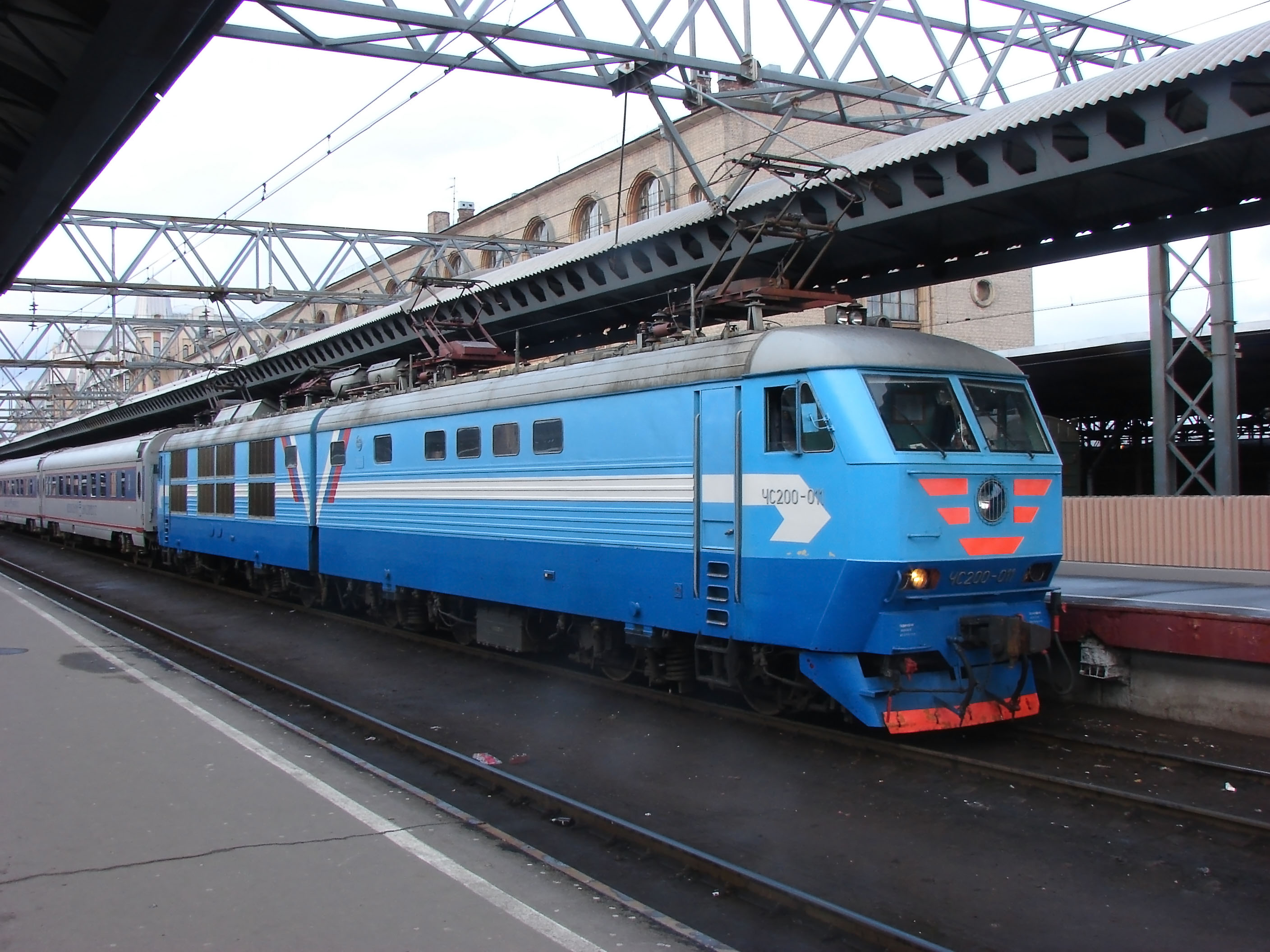
ЧС200-011 с поездом «Невский экспресс», аналогичный подорванному, на Московском вокзале Санкт-Петербурга

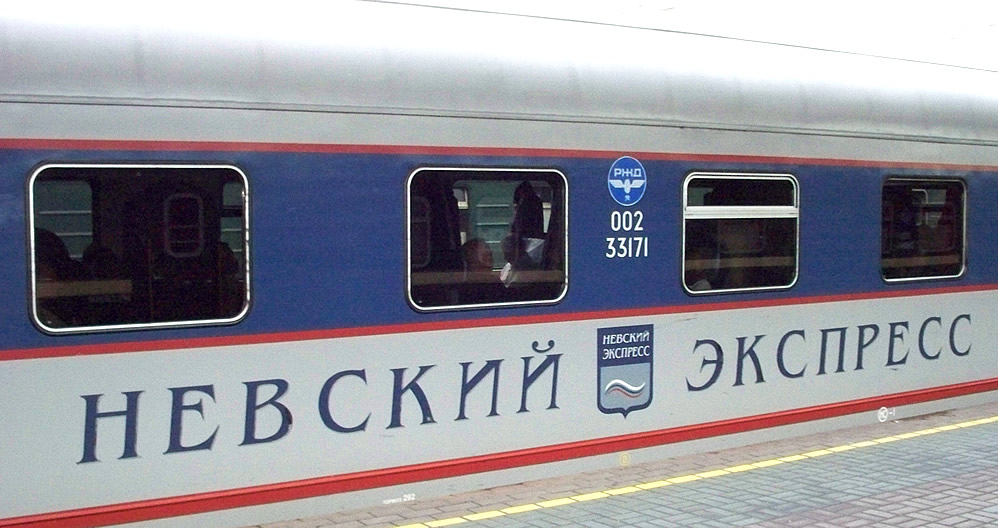
Вагон поезда «Невский экспресс»

Авария «Невского экспресса» — авария фирменного поезда «Невский экспресс», произошедшая 13 августа 2007 года в 21:37 по московскому времени на перегоне Бурга — Малая Вишера Октябрьской железной дороги в результате террористического акта. С рельсов сошли электровоз и 12 вагонов поезда; из находившихся в поезде 231 пассажира и 20 человек поездной бригады пострадало 60, более 30 было госпитализировано, трое в тяжёлом состоянии.
По официальной версии, причиной аварии стал подрыв железнодорожного полотна самодельным взрывным устройством; оценки мощности взрыва разнятся от 250 граммов до двух
или трёх килограммов в тротиловом эквиваленте. По факту происшествия было возбуждено уголовное дело по статье «террористический акт»; 14 августа было объявлено о появлении первых подозреваемых.
По данным ФСБ России, организатором теракта является уроженец Волгоградской области Павел Косолапов, принявший ислам радикального толка и находящийся в федеральном розыске.

## Хронология событий
Внутренняя сводка ОАО «РЖД», опубликованная на одном из форумов:
13 августа 2007 г. в 21-38 на 179 км пикет 1 перегона Бурга — Малая Вишера в поезде № 166 сообщением Москва — Санкт-Петербург (12 вагонов, ЧС200 № 004, машинист Федотов, ТЧ-8 С-Пб Московский) при скорости 180 км/ч произошёл подрыв под 2-й секцией локомотива за 30 метров до путепровода (длина 40 метров, высота 25 метров). По чётному пути образовалась воронка диаметром 2 метра, глубиной 0,7 метра.
В результате подрыва в сходе локомотив и 12 вагонов, из них 1 вагон (вагон-ресторан 7-й по ходу движения) на боку. Нарушен габарит нечётного пути, в негабарите 6 вагонов. 5 вагонов наклонены под углом от 30 до 60° влево по ходу движения. Хвостовая часть поезда находится в 50 метрах за мостом. По чётному пути разрушен полностью путь на мосту (40 м), 750 метров пути и 50 метров несущего троса. По нечётному пути повреждено 170 метров со сдвигом рельсошпальной решётки на 1 метр в сторону откоса.
По предварительной информации пострадали 25 человек, из них 6 госпитализированы в ЦРБ г. Малая Вишера.
Населённость поезда 231 человек.
В 00 часов 40 минут пассажиры пересажены в электропоезд по станции Малая Вишера и отправлены в Санкт-Петербург, по прибытии будет организована развозка автобусами.
Подняты восстановительные поезда станций:
- Бологое (137 км) — приказ в 21-59, отправлен 22-35, в 00-28 прибыл на ст. Бурга, в 01-15 отправлен на место работ по неправильному нечётному пути краном ЕДК-300/5 вперёд, приступил к работе в 03-00.
- Санкт-Петербург-сорт. Московский (174 км) — приказ в 22-04, отправлен в 22-49, прибыл на ст. Малая Вишера в 01-22, отправлен на перегон в 02-17. Разрешение на производство работ должно быть получено в 03-30.
- Санкт-Петербург — Финляндский (170 км) — приказ в 22-12, отправлен в 22-52, прибыл на ст. Малая Вишера в 01-32.
- Ржев — приказ в 23-45, отправлен в 00-20.
- Тверь — приказ в 23-05, отправлен в 23-50.
- Ховрино — приказ 22-23, отправлен в 23-29
- Волховстрой — приказ в 21-54, отправлен в 22-54 (ожидание медиков).
- Волковская — приказ в 21-54. Отменён.

В 01-30 работники хозяйства пути приступили к восстановлению нечётного пути.
Расследуют: и.о. H Краснощёк, НЗ-РБ Толмачёв, НЗР Ивановский, служба безопасности Сазонов, 1-й зам. РБ Кондратенков, НЗЛ Никитин, НЗТ Кот, НОД-3 Козловский, УРБ — 3 Кощеев, руководители всех служб. Создан оперативный штаб во главе и.о. НЗ-1 Валинский.

Нач. отдела ЦРБ Е. Б. Чернов
Машинист первого класса Алексей Федотов, управлявший поездом, в интервью радио «Свобода» вспоминает:
Проезжаем станцию Бурга, выезжаем на перегон Бурга — Малая Вишера по второму главному пути. Передо мной находится мост, это 177-й километр. Метров за 20-30 под моей кабиной происходит взрыв, у меня стекла летят, все в пыли, гарь. Я сразу понял, что взорвали. Я сразу применяю экстренное торможение, обесточиваю тягу, опускаю токоприёмники — чтобы провод не намотать. Все. И мы летим 700 метров, скорость у меня была 185 километров в час. Остановились. […] За мной вижу только четыре вагона, со мной вместе, с локомотивом, оторвались, а через 200 метров остальные вагоны валяются. Ресторан улетел в откос в правую сторону, штабной вагон перевернулся. В общем, вагоны все лежат на боку, какой стоит, какой лежит. […] Самое интересное, что паники не было. Люди такие сознательные, что паники не было. Я подошёл к мальчику, говорю: «Как ты себя чувствуешь?» Он говорит: «Хорошо». Я говорю: «Страшно было?» Он говорит: «Нет, я уже большой. Я понял, что всё хорошо».

## Последствия

### Для локомотива и вагонов поезда
Электровоз ЧС200-004 повреждён взрывом, прошёл капитальный ремонт в 2008 году, по состоянию на июль 2014 года находился на консервации в ТЧЭ-8 Санкт-Петербург-Пассажирский-Московский, в октябре 2015 года после консервации отправлен на Ярославский Электровозоремонтный завод. На октябрь 2020 года находится в постоянной пассажирской эксплуатации.

### Для организации движения поездов
Вслед за «Невским экспрессом» следовал электропоезд ЭР-200 сообщением Москва — Санкт-Петербург. Всего по состоянию на 23:30 по московскому времени 13 августа на участке Санкт-Петербург — Бологое находился 21 поезд, все эти поезда были направлены в объезд.
В дальнейшем поезда следованием из Санкт-Петербурга в Москву отправлялись окружным путём через Чудово, Новгород, Дно и Бологое. Поезда из Москвы в Санкт-Петербург следовали по маршруту Ярославль — Вологда — Череповец — Волховстрой; поезда южных направлений отправлялись через Кошту и Александров. В результате время в пути для этих поездов увеличилось на 8 часов.

### Для ОАО «РЖД»
По словам президента РЖД Владимира Якунина, на бесплатное питание для пассажиров, поездки которых были задержаны из-за аварии, ОАО «РЖД» затратило 2,5 млн рублей. На ремонт подвижного состава — двенадцати вагонов «Невского экспресса» — ориентировочно будет потрачено около 150 млн рублей; покупка нового электровоза обойдётся компании в 100 миллионов. Также потребуются деньги на ремонт верхнего строения пути. Из-за нарушения железнодорожного сообщения на различных направлениях, вызванного аварией, пассажирами было возвращено свыше 2,5 тысяч железнодорожных билетов, стоимость которых была полностью возмещена.

## Награждения
Указом Президента РФ, подписанным 3 октября 2007 года, начальник поезда «Невский экспресс» Игорь Болдырев, машинист Алексей Федотов и помощник машиниста Андрей Иванов были награждены орденом Мужества. Медалью ордена «За заслуги перед Отечеством» II степени были награждены проводники поезда «Невский экспресс» Андрей Власов, Мохубат Гаджиев, Наталья Ермолаева, Александр Козеренко, Елена Крашенинникова, Ирина Савельева, начальник отдела службы автоматики и телемеханики Октябрьской железной дороги Пётр Капуста и электромеханик Игорь Стрыгин. РЖД также предполагало поощрить около 150 человек из числа проводников поезда и участников ликвидации аварии.

## Расследование и суд
Причиной аварии назвали подрыв железнодорожных путей, следственные органы квалифицировали подрыв поезда как террористический акт.
В разное время в ходе следствия привлекались:
- Хасан Дидигов — житель г. Чудово Новгородской области[21]
- Андрей Калёнов — житель Санкт-Петербурга[22]
- Денис Зеленюк — житель Санкт-Петербурга[22]
- Амирхан Хидриев — житель Ингушетии[23]
- Макшарип Хидриев — житель Ингушетии[23]
- Саламбек Дзахкиев — житель Ингушетии[24]
- Павел Косолапов  — в розыске[11]

15 января 2010 года Новгородский областной суд приговорил двух подсудимых по делу — Саламбека Дзахкиева и Макшарипа Хидриева — к лишению свободы на срок 10 лет и 4 года в колониях строгого и общего режима соответственно (суд согласился с обвинением только в части незаконного перевоза взрывчатки для использования в подрыве поезда, и оправдал обвиняемых по статье «терроризм»). Представители как обвинения, так и защиты заявляли о намерении обжаловать данный приговор.
31 марта 2010 года Верховный Суд РФ оставил приговор, вынесенный Дзахкиеву и Хидриеву, без изменений, а жалобы защиты без удовлетворения. Адвокат осуждённого Хидриева заявил, что не исключает возможности обращения с жалобой в ЕСПЧ.
Весной 2012 года Хидриев вышел на свободу, полностью отбыв срок по приговору суда.